# Monoceros (Mythologie)

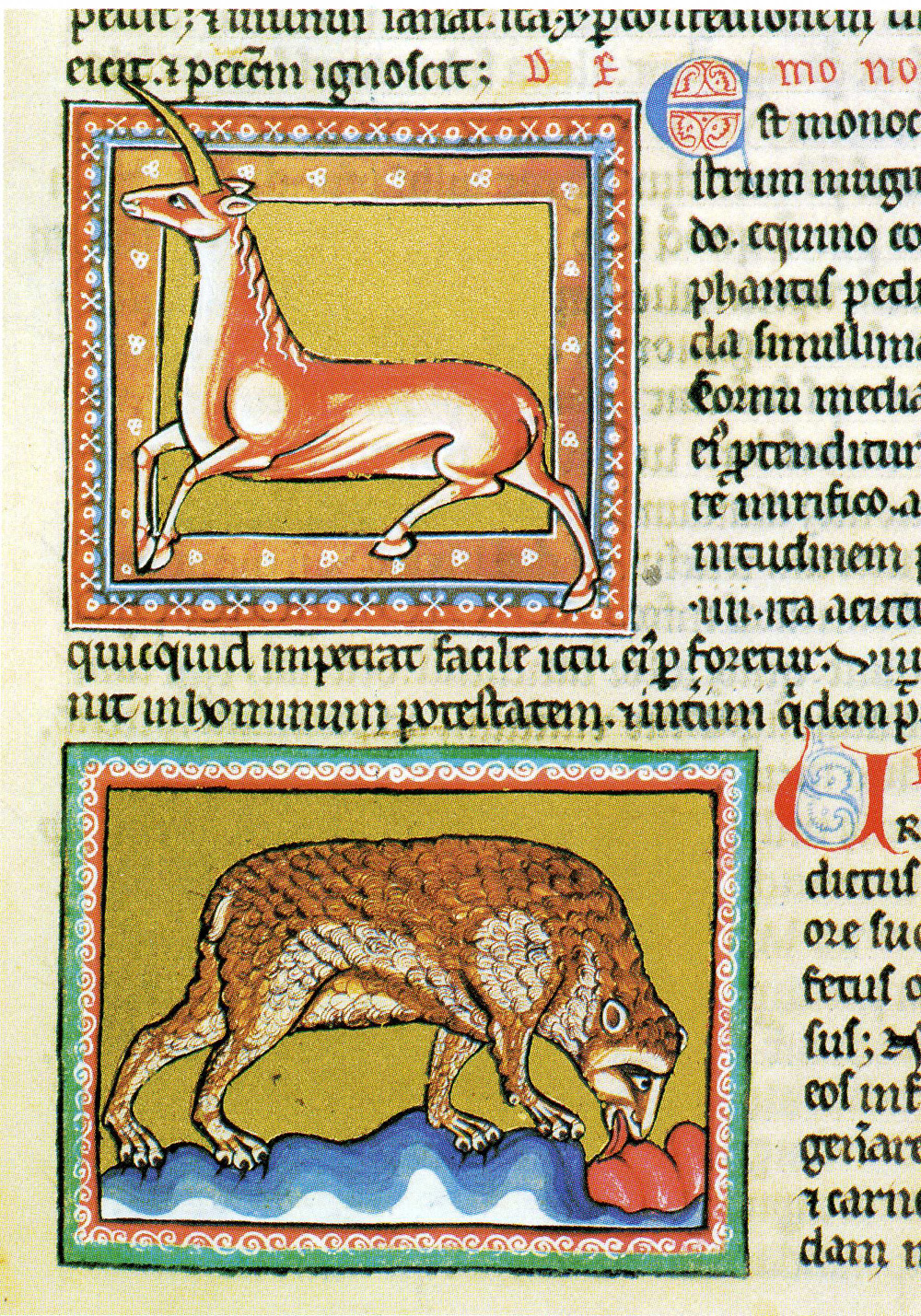
Monoceros (oben), Bodleian Library, Bestiarium von Oxford, Folio 21r.

Das Monoceros (altgriechisch μονόκερως) ist ein legendäres Tier mit nur einem Horn, ähnlich dem Einhorn.

## Mythologie
Als Substantiv ist μονόκερως ein spätgriechisches Wort neutralen Geschlechts, zusammengesetzt aus griechisch μόνος monos, deutsch ‚einzig, allein‘ und griechisch κέρας keras, deutsch ‚Horn‘.
Das Monoceros wurde erstmals von Plinius dem Älteren in seiner Naturalis historia beschrieben als eine Kreatur mit dem Körper eines Pferds, dem Kopf eines männlichen Hirsches (ohne das Geweih), Beinen eines Elefanten und Schwanz eines Wildschweins. Es trägt ein schwarzes, etwa 1 Meter langes Horn in der Mitte seines Gesichtsschädels. Das Monoceros kann nicht lebend gefangen werden.
Cosmas Indicopleustes schreibt in seiner Christlichen Topographie, dass er das Tier nicht gesehen habe, aber er habe im Palast des Königs von Äthiopien Bronzefiguren davon gesehen und konnte es anhand dieser Figuren zeichnen. Er erwähnt auch, dass das Volk von ihm als einem schrecklichen und unbesiegbaren Tier spricht, und dass seine ganze Kraft in seinem Horn liegt. Wenn es von vielen Jägern verfolgt wird und kurz davor ist, gefangen zu werden, springt es auf die Spitze eines Abgrunds und stürzt von dort hinunter. Im Fallen dreht es sich dann so, dass das Horn den ganzen Stoß des Sturzes auffängt, und es entkommt unverletzt.
1758 beschreibt Linnaeus im Abschnitt Animalia Paradoxa seiner Systema Naturae auch legendäre Tiere ohne sie einer Art zuzuordnen. Zum Monoceros: „MONOCEROS Veterum corpore equino; pedibus ferinis; cornu frontis recto, longo, spiraliter intorto, Pictorum sigmentum est: MONODON Artedi ejusmodi cornu gerit, caeteris verò partibus multum differt.“ (MONOCEROS der Alten mit pferdeähnlichem Körper; mit den Füßen wilder Tiere; Ein gerades, langes, spiralförmig gedrehtes Horn auf der Stirn ist ein Zeichen der Pikten: MONODON von Artedi trägt diese Art von Horn, aber an anderen Stellen unterscheidet es sich stark.)
Im Bestiarium von Oxford wird das Monoceros folgendermaßen beschrieben: „Das Monoceros ist ein Untier mit schaurigem Gebrüll, mit dem Körper eines Pferdes, Füßen eines Elefanten und einem Schwanz, der am ehesten dem eines Hirsches gleicht. Aus der Mitte seiner Stirn ragt ein Horn hervor von wunderbarem Glanz, in der Größe von vier Fuß, so scharf, dass alles, auf was es trifft, mit Leichtigkeit von seinem Stoß durchbohrt wird. Lebend kommt es niemals in die Gewalt von Menschen. Man kann es zwar töten, aber nicht fangen.“ Im Rochester Bestiarium findet sich eine fast gleichlautende Beschreibung.
Im heutigen Sprachgebrauch steht der Begriff Monoceros typischerweise für ein Einhorn oder eine ähnliche Kreatur mit nur einem Horn.